# Viktorija Turksová
Viktorija Viktorivna Turksová (* 20. října 1987) je ukrajinská zápasnice – judistka a sambistka.

## Sportovní kariéra
S judem/sambem začínala v 9 letech v rodné Horlivce pod vedením Anatolije Živanova. Vrcholově se připravovala v tréninkovém centru Dynamo. V ukrajinské ženské judistické reprezentaci se pohybovala s přestávkami od roku 2007 v pololehké váze do 78 kg. V roce 2011 zvítězila na univerziádě v čínském Šen-čenu. V roce 2013 převzala po Maryně Pryščepové pozici reprezentační jedničky. V roce 2016 se kvalifikovala na olympijské hry v Riu, kde vypadla v úvodním kole se Slovinkou Anamari Velenšenkovou.

## Výsledky
| Turnaj             | 2006           | 2007           | 2008           | 2009           | 2010           | 2011           | 2012           | 2013           | 2014           | 2015           | 2016           |
| Turnaj             | 19             | 20             | 21             | 22             | 23             | 24             | 25             | 26             | 27             | 28             | 29             |
| Turnaj             | polotěžká váha | polotěžká váha | polotěžká váha | polotěžká váha | polotěžká váha | polotěžká váha | polotěžká váha | polotěžká váha | polotěžká váha | polotěžká váha | polotěžká váha |
| ------------------ | -------------- | -------------- | -------------- | -------------- | -------------- | -------------- | -------------- | -------------- | -------------- | -------------- | -------------- |
| Olympijské hry     |                |                | —              |                |                |                | —              |                |                |                | úč.            |
| Mistrovství světa  |                | —              |                | —              | —              | —              |                | 7.             | úč.            | úč.            |                |
| Evropské hry       |                |                |                |                |                |                |                |                |                | 7.             |                |
| Mistrovství Evropy | —              | —              | —              | —              | —              | —              | úč.            | 7.             | úč.            | 7.             | úč.            |
| Univerziáda        |                | —              |                | —              |                | 1.             |                | —              |                | —              |                |
| ME do 23 let       | 7.             | —              | 7.             | —              |                |                |                |                |                |                |                |